# Service Employees International Union
Service Employees International Union (SEIU) is een vakbond in Canada en de Verenigde Staten. Ze vertegenwoordigt zo'n 1,9 miljoen werknemers in meer dan 100 beroepen in de gezondheidszorg, openbare diensten en facilitaire diensten. Na de National Education Association is het de grootste vakbond van de Verenigde Staten. SEIU telt meer dan 150 lokale afdelingen en is aangesloten bij het Strategic Organizing Center in de Verenigde Staten en bij Canadian Labour Congress in Canada.
SEIU is een belangrijke geldschieter voor campagnes van Democratische politici en voert zelf onder andere strijd voor hogere minimumlonen.